# 捷克历史
捷克历史是位于欧洲中部的内陆国家捷克的历史。

## 早期
舊石器時代中、晚期，捷克地界已經有先民定居. 值得一提的是，摩拉維亞盆地下維斯特尼采村曾出土距今約二萬五千年至三萬年的「維納斯」女神像，也是迄今為止世界上最早的陶製物品. 此外，捷克地域也曾產生過新石器時代文化和青銅時代文化。
从公元前5世纪左右开始，凯尔特人在捷克定居，其中一支称波伊人，居住地因而名为波希米亚。
前1世纪，日耳曼人逐走凯尔特人，同罗马帝国不断征战。5世纪，匈人入侵波希米亚。6世纪到7世纪，阿瓦尔人携斯拉夫人入侵。

## 薩摩（623－658年）
623年，斯拉夫人首领薩摩自称王（Rex），建立萨摩。631年战胜法兰克人，拥有以摩拉维亚为中心，大致相当于20世纪捷克斯洛伐克的领土。
658年，在他死后解体，重回過去的部落組織，此後百年間少有關於捷克人的相關記載。
805年，入侵歐洲的游牧民族阿瓦尔人被查理曼击败，捷克受查理曼帝国影响，逐渐基督教化。

## 大摩拉维亚公国（830－907年）
830年，摩拉维亚首领莫伊米尔建立大摩拉维亚，后兼并波希米亚。
關於波希米亞的早期歷史記載不多，在其勢力尚未茁壯之前，時而臣服於西邊的查理曼帝國或東邊的摩拉維亞。在宗教方面亦是如此，845年即有14名捷克貴族前往雷根斯堡晉見路易二世接受天主教。传教士西里尔和美多德兄弟前來傳教時，東正教也獲不少人信奉。
为与东法兰克王国对抗，863年，君主罗斯提斯拉夫邀请东罗马帝国派出传教士西里尔和美多德兄弟前来传授东方教义。西里尔遂以希腊字母为范本创造出西里尔字母（格拉哥里字母），作为斯拉夫语的书写体系。
9世纪后期，罗斯提斯拉夫之子斯瓦托波勒克在位之时，大摩拉维亚公国达到鼎盛时期。885年，美多德死，斯瓦托波勒克转而投向罗马教皇，驱逐拜占庭的信徒。之后，国势衰落。

## 波希米亚王國
波希米亞的疆域位於今天的捷克西部，包含波希米亞和摩拉維亞兩地。捷克在9世紀後期成為大摩拉維亞下的波希米亞公國。在907年垮台後，權力中心自摩拉維亞轉移到波希米亞 。
名叫普熱米斯爾（Přemysl）的農民受貴族洛克（Krok）的小女兒莉布絲（Libuše）愛慕，其後便嫁給他。最後普熱米斯爾統一各部落，建立家族。
摩拉維亞瓦解後，波希米亞開始逐步擴大疆域，包括斯洛伐克及西里西亞等地。最著名的統治者是瓦茨拉夫，因生前致力於傳播天主教教義，死後被封聖，至今仍為捷克人的民族保護神。929年也被視為捷克的建國年代。
950年，奥托一世擊敗波希米亞，納其為附庸。在1002年被正式承認為神聖羅馬帝國的一部分。
11到12世紀期間，波希米亞成為神聖羅馬帝國和波蘭王國爭奪的地區，波蘭國王還一度兼任波希米亞國王。1147年，弗拉迪斯拉夫二世參加皇帝巴巴羅薩率領的第二次十字軍東征。1159年，成為波希米亞國王。
波希米亞原為公國，於1198年成為波希米亞王國，並且在14世紀達到最大領土。
1212年，腓特烈二世於西西里颁布《金玺诏书》，允许公爵奥托卡一世使用国王头衔，并承认其子孙世袭。
在捷克的统治者国王瓦茨拉夫三世在奧洛穆茨市被刺杀后，家族中均无任何继承者，而從此普列弥修家族終结。因此波希米亚空王位由卢森堡家族来登上执政。卢森堡家族至1436年统治捷克领土。
卢森堡家族王朝中毫无疑问地最突出及最重要君主为波希米亚国王和神圣罗马帝国皇帝查理四世。在其执政时期中波希米亚享受最大繁荣顶峰。布拉格变成欧洲领先的大都市之一，成立布拉格大主教管区、圣瓦茨拉夫加冕典礼的珠宝以及圣瓦茨拉夫的传统。1348年，查理四世成立布拉格大学，当时也建立布拉格新城，此外，他也兴建许多重要的建筑，如卡尔什特因城堡及查理桥等。1356年，查理四世於紐倫堡颁布《金玺诏书》，选定波西米亚国王為神聖羅馬帝國的選帝侯之一。
查理四世去世后由其儿子瓦茨拉夫四世继承王位。在其执政时为衰微混乱期，于是爆发宗教暴乱，而于1415年以反对罗马教会，并寻求其改革的扬·胡斯讲经师被火焚为暴乱的顶峰。接下来因胡斯战争破坏糟蹋波希米亚以及局部中欧的领土。

### 奧地利哈布斯堡统治（1526－1918年）
15世纪，信奉天主教的哈布斯堡家族透過繼承，入主波希米亞，但是波希米亞鄉民為紀念被羅馬教會殺害的布拉格學者胡斯，多半皈依胡斯教派。
1555年，哈布斯堡君主簽署《奧格斯堡宗教和約》，授與波希米亞人宗教自由，以繼續維持統治。宗教改革後，新教勢力勃興，1618年斐迪南二世因為強制推行天主教，引爆整個歐洲新教與天主教之間的三十年戰爭。
三十年战争后，《西發里亞和約》締結，波希米亚仍被奧地利哈布斯堡王朝统治，但继续保持为一独立的王国，人口從300萬銳減為150萬。大部分时间由皇帝兼任国王。波希米亚開始「德意志化」，本土語言、文化受打壓，至19世紀初，史稱「黑暗時代」。
1806年，神圣罗马帝国被拿破崙法國解散，波希米亚国王由奥地利皇帝兼任。德语成为唯一的官方语言，捷克语则是方言。
1848年革命失敗以後，年輕的新奧皇弗朗茨·约瑟夫在1849年登基，鎮壓新聞自由和恢復私刑審判，將帝國帶向開明專制的強勢統治：他任命的首相巴赫，開始被稱為「巴赫專制」的鐵腕治國。譬如書刊檢查恢復執行，並實行更嚴格的警察監督，以致所有（資產階級）政治活動的自由都被鎮壓。行政、司法和財政制度也改組地很有活力，但加重財務壓力與人民的稅負。這樣的專制一直延續到1861年二月憲法的頒布才有重大調整，正式讓資產階級為主的人民獲得政治權力。

## 捷克斯洛伐克（1918－1938年）
1918年第一次世界大战结束，奥匈帝国瓦解，波希米亚独立，与关系密切的斯洛伐克于1918年10月28日合并为捷克斯洛伐克共和国。
1938年9月根据慕尼黑协定捷克向纳粹德国割让苏台德地区。

## 波希米亞和摩拉維亞保護國（1939－1945年）
1939年3月，捷克斯洛伐克被納粹德国占领全境，同年3月15日希特勒親自宣佈成立傀儡政權波希米亞和摩拉維亞保護國及斯洛伐克國，3月25日蘇台德蘭大區改組為蘇台德蘭帝國大區。
1945年5月，美军攻到布拉格城下停止不前，因按照波茨坦协定，布拉格应由苏军解放。

## 共产主义时代（1945－1990年）
1945年，成立各黨派組成的民族陣線政府。1946年5月，舉行戰後第一次國民議會選舉。1948年2月，發生二月事件，捷克斯洛伐克共产党开始一党执政。
1960年7月11日，國民議會通過新憲法，宣布將國名改為捷克斯洛伐克社會主義共和國。
1968年，由總書記杜布切克提出民主改革，主張「帶有人性面孔的社會主義」思想，結果因蘇聯及華約成員國武裝入侵捷克才告終，史稱布拉格之春。
1989年11月，捷克最终实现民主变革——天鹅绒革命。1992年12月31日，聯邦解體。

## 捷克共和國（1993至今）
1993年1月1日，捷克和斯洛伐克兩國成立，史稱天鵝絨分離。獨立後沿用10月28日作為國慶日。1月19日，成為聯合國成員國。
1999年3月12日，加入北約。
2004年5月1日，加入歐盟。
2006年6月2日，议会选举举行：公民民主党获得35.36%的选票，捷克社会民主党以32.32%得票位居第二，波希米亚和摩拉维亚共产党以12.81%的选票居第三位，基督教民主联盟－人民党和捷克绿党也分别获得7.22%和6.29%的选票。
2007年1月19日，公民民主党、基民盟－人民党和绿党组成的联合政府获得众议院的信任，总理为米雷克·托波拉内克。2007年12月21日，成為申根公約會員國。
2020年8月30日，捷克参议院议长韦德齐继承计划访问台湾后突然猝死的前任议长柯佳洛遗志，与贺瑞普等共九十人的代表团访问台湾，与中华民国总统蔡英文等官员会面。韦德齐表示“此次出访是延续前总统哈维尔和前外长伊日·丁斯特比尔建立的外交传统，也就是捍卫自由和民主。捷克与民主国家合作，不管他人同意与否”。